# Elrondova Rada
Elrondova rada byla tajná rada, jejíž členové (nezávisle na sobě) navštívili Elronda Půlelfa v knize Pán Prstenů Společenstvo Prstenu J. R. R. Tolkiena
Rada se konala dne 25.10. roku 3018 Třetího věku v Roklince. Poselstvím Elrondovy rady bylo rozhodnout o osudu Jednoho prstenu. Proti návrhu poslat Prsten do Amanu či jej vhodit do Moře se postavili Gandalf a Elrond. Stejně tak proti Boromirově návrhu Prsten si ponechat a použít ho proti Nepříteli. Nakonec bylo odsouhlaseno, že Frodo Pytlík ponese Jeden prsten a pokusí se jej donést až do Hory osudu, kde jej vhodí do Puklin Osudu, neboť jen tam mohl být zničen. K Frodovi se připojilo osm společníků a spolu tvořili Společenstvo Prstenu, devět Pěších proti Devítce nazgûlů.

## Členové rady
- Elrond, elf
- Erestor z Roklinky, elf
- Galdor jako posel Círdanův, elf
- Gandalf – přítel Elrondův, Frodův a Aragornův, čaroděj
- Aragorn jakožto ochránce nositele Prstenu, člověk
- Frodo Pytlík jako nositel Prstenu, hobit
- Bilbo Pytlík – dlouholetý dřívější majitel Prstenu, Frodův strýc, hobit
- Boromir – syn správce Gondoru, jenž přišel získat odpověď na svou hádanku (jak se později zjistilo, byla o Prstenu), člověk
- Glóin a Gimli, kteří přišli podat zprávu o poslu Saurona (nejspíše Ústa Sauronova), který se pokoušel získat trpaslíky na svou stranu a oznámit zmizení Balina, který odešel do Morie, trpaslíci
- Legolas – syn Thranduilův, který přišel podat poselství o útěku Gluma, elf
- Glorfindel, elf
- Samvěd Křepelka – přítel Frodův, hobit (nebyl pozván)